# ديميتري بولياكوف
ديميتري بولياكوف (بالأوكرانية: Дмитро Миколайович Поляков)‏ مواليد 19 يناير 1968 في كييف، الاتحاد السوفيتي، هو لاعب كرة مضرب أوكراني سابق بدأ مسيرته كمحترف سنة 1989 وكان يلعب باليد اليمنى. أعلى تصنيف له في الفردي كان المركز الـ 93 في سنة 1991. أعلى تصنيف له في الزوجي كان المركز الـ 119 في سنة 1992.

## النهائيات

### الفردي: 1 (1–0)
| الحصيلة | الرقم | السنة | الدورة                                   | الأرضية | المنافس في النهائي | النتيجة في النهائي |
| ------- | ----- | ----- | ---------------------------------------- | ------- | ------------------ | ------------------ |
| الفوز   | 1.    | 1991  | بطولة كرواتيا المفتوحة للتنس، يوغوسلافيا | ترابية  | خافيير سانشيز      | 6–4, 6–4           |

### الزوجي: 1 (0–1)
| الحصيلة | الرقم | السنة | الدورة            | الأرضية | الشريك      | المنافس في النهائي            | النتيجة في النهائي |
| ------- | ----- | ----- | ----------------- | ------- | ----------- | ----------------------------- | ------------------ |
| الوصافة | 1.    | 1991  | كيتزبوهيل، النمسا | ترابية  | بابلو أرايا | توماس كاربونيل فرانسيسكو رويج | 7–6, 2–6, 4–6      |

## روابط خارجية
- ديميتري بولياكوف على موقع رابطة محترفي التنس (الإنجليزية)
- ديميتري بولياكوف على موقع الاتحاد الدولي لكرة المضرب (الإنجليزية)
- ديميتري بولياكوف على موقع كأس ديفيز (الإنجليزية)
- ديميتري بولياكوف على موقع خلاصة التنس.كوم (الإنجليزية)